# タルサ人種虐殺
タルサ人種虐殺（タルサじんしゅぎゃくさつ、英: Tulsa race massacre）は、1921年にアメリカ合衆国オクラホマ州タルサ市グリーンウッド地区で、白人暴徒が黒人住民を殺害し、黒人経営の商業施設を攻撃、破壊した虐殺事件である。特定の人種に対する暴力として、アメリカ合衆国史上最悪の事件と称されるが、事件から80年近く歴史から忘れられていた。タルサ人種暴動、グリーンウッドの虐殺、ブラック・ウォール街の虐殺とも呼ばれる。

## 略史
虐殺は1921年5月31日から6月1日までの、戦没者追悼記念日の週末の後に起きた。
商業ビルの1階で働く白人店員が、エレベーター・オペレーターとして働く17歳の白人女性の叫び声の後に、靴磨きとして働く19歳の黒人、ローランドが逃げるのを目撃した。白人店員は警察に電話し、確証がないまま性的な暴行事件があったと通報した。実際にエレベーターの中で何が起きたのかは、未だ謎に包まれているが、ローランドは女性の腕に触れたのは認めたが、暴行容疑は否認し、女性も被害届を出さなかった。
翌日、容疑をかけられたローランドが勾留されていた裁判所の前には、怒る白人が2000人ほどの群衆となっていた。当時アメリカでは白人による黒人のリンチ（私刑）が横行していた。白人暴徒はローランドを保護する裁判所に身柄の引き渡しを要求し、それに対抗して集まった50人ほどの黒人達との間で銃弾が交わされ、12人が死亡した。この知らせが街に広がり、白人暴徒による暴力が拡大し、その夜から翌日の朝にかけ、白人の暴徒たちは、黒人が住む地域を破壊して回り、建物に火をつけ、黒人の経営する店から略奪した。
白人暴徒による襲撃は地上のみならず、自家用飛行機からのライフルや焼夷弾を使った攻撃も行われ、住居や店舗、学校、教会、病院などが襲撃され、その多くが焼失した。最終的にはグリーンウッド地区の35区画以上が破壊された。800人以上が病院に搬送され、6,000人以上の黒人が家や商店から連れ出され、多くは数日間に渡って収容施設に武装した警備の下拘束された。多くの黒人達が無差別に殺され、一夜明けた昼頃、オクラホマ州兵が戒厳令をしき、事態は一時収まった。
グリーンウッド地区は当時アメリカで最も裕福な黒人コミュニティで、ニューヨークのウォール街と比較してブラック・ウォール・ストリートとも呼ばれていた。この事件でおよそ1万人の黒人住民が家を失い、被害総額は不動産で150万ドル、個人資産では75万ドルとなった。これは2019年における約3,200万ドル相当、日本円にすると35億円相当となる:189。
当時のオクラホマ州の公式統計によると36人の死者が出たと記録されたが、アメリカ赤十字社は公式推定を出すことを拒否した。2001年に州政府によって行われた再調査によると、検死報告書、死亡証明書やその他の記録から確認された死者が39名となった:114が、実際には少なくとも75から100人、または100から300人の死者が出たと推定した:13;23。
多くの生存者は、家をなくし、その後タルサ市を去った。タルサ市に残った黒人と白人の住人たちは、この暴動と虐殺について、長年沈黙し、この事件について語られることはほとんどなかった。また、タルサ市や、オクラホマ州、またアメリカ合衆国の公式歴史にもほとんど記録されることはなかった。
虐殺から75年経った1996年、オクラホマ州政府は「タルサ人種暴動調査委員会」の設立を許諾した。委員会は残された記録や生存者の証言を集め、新たな聞き取り調査を元に報告書を作成した。2001年に公開された報告書では、タルサ市が白人暴徒と共謀して黒人コミュニティを破壊したと結論付けられた。被害者が埋められているであろう集団墓地の探索がされているが、2020年の時点では発見されておらず、調査が続いている。
多くの新たな事実が発見されるにつれ、タルサ人種暴動（Tulsa Race Riot）と呼ばれていたこの事件は、次第にタルサ人種虐殺（Tulsa Race Massacre）という呼称が使われるようになる。2018年には、タルサ人種暴動調査委員会は正式にタルサ人種虐殺調査委員会と改名する。
長年語り継がれなかったタルサ人種虐殺は、2020年からオクラホマ州の義務教育においての必須項目となった。

## 事件の社会背景
1921年、タルサ人種虐殺が起きたオクラホマ州では社会的、政治的な不満と相まって、人種間の緊張が高まっていた。

### オクラホマ州設立とジムクロウ法
現オクラホマ州は1907年にアメリカ合衆国に加盟するまで、インディアン準州として割り当てられた土地であった。インディアン準州はもともと白人がアメリカ南部での木綿産業を拡大するため、南部に住んでいたアメリカ先住民を強制移住させる特別居住地区として指定された場所だった（涙の道を参照）。そのため、タルサの位置するオクラホマ州北部には、黒人奴隷を連れる先住民や、先住民族の一員となった自由身分の黒人たちが長らく住んでいた。そのような黒人たちや、奴隷解放宣言を受け自由身分となり、コミュニティの噂を聞きつけて移住して来る黒人たちが共にタルサの礎を築いた。
1897年に石油が発見されたことにより、地域の経済はますます発展を始め、1907年にオクラホマはアメリカ合衆国に州として加入する。加入直後、州政府は人種隔離政策をとり、列車内における白人と黒人の分離や参政権における差別化などのジム・クロウ法を可決した。1916年8月、タルサ市は条例で、黒人と白人が、互いの人種の人口が4分の3を占める区画に居住することを違法とした。翌年、最高裁判所は人種隔離政策を憲法違反だとする判決を下すものの、タルサを含む多くのアメリカ南部の都市は、既存の人種差別的な条例の実施や新たな条例の施行を続けた:1–42。

### ブラック・ウォール街

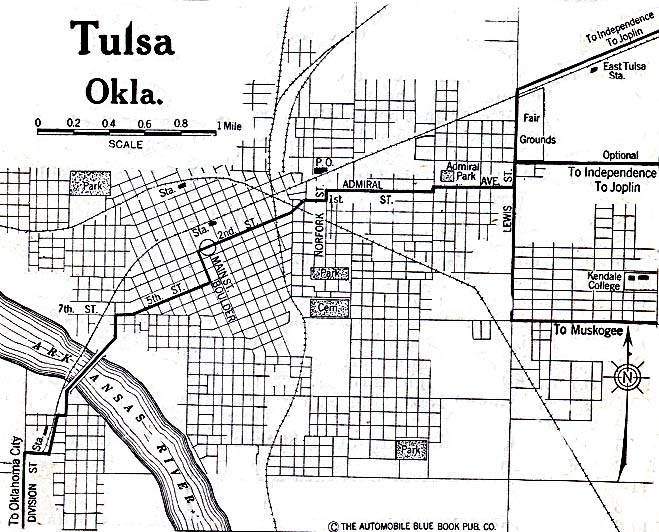
1920年のタルサ市の地図。裕福な黒人地域であったグリーンウッドはタルサの北部に位置した。

それでもタルサには多くの裕福で高学歴の黒人たちが多く住むことで知られていた。特にタルサの黒人地域であるグリーンウッド地区はニューヨークのウォール街と比べて「ブラック・ウォール街」と称されるほどの経済的繁栄をみせた。1905年にはブッカー・T・ワシントンが訪れ、活発な黒人コミュニティの活動を称え、地域の更なる開発を促した。グリーンウッド地区では多くの黒人起業家たちが、複数のスーパーマーケット、新聞社2社、映画館2館、ナイトクラブ、そして多くの教会を立ち上げた。多くの高学歴の黒人専門家が住み、医者、歯医者、弁護士や聖職者たちが豊かな黒人コミュニティを支えた。グリーンウッドに住む住人たちは自分たちでリーダーを選び、資本を捻出することで、白人社会から独立した経済的な発展を支えていた。しかし、このような独立した黒人社会に対する反感が少なからず白人の間では起きていた。オクラホマは1865年に終戦した南北戦争では、アメリカ連合国とアメリカ合衆国の境に位置し、奴隷制の廃止をかけた戦争の記憶はまだ遠くない過去の問題として残っていた。

### 第一次世界大戦とKKKの再燃
タルサ人種虐殺の3年前の1918年には第一次世界大戦が終戦を迎え、多くの軍人たちが除隊となり新たな職を探していた。1897年に始まったオクラホマ州北部の石油景気は、少しずつ後退しつつあり、職を求める白人の失業者を十分に受け入れることはできなかった。また、第一次世界大戦で合衆国兵として従軍した黒人退役軍人たちは、白人と同等の市民権を求めて声を上げ始めていた。
就職競争が厳しくなる中、白人による反黒人意識はアメリカ全土で加熱しており、クー・クラックス・クラン（KKK）によって先導される白人至上主義が再燃しつつあった。米国においてKKKはテロリスト集団として摘発の対象であったが、1915年ごろから、第二次KKKがアメリカ全土の都市部で秘密裏に支部を設立し、活動していた。オクラホマ州でKKKの活動が明るみに出たのは、タルサ人種虐殺直後の1921年8月12日であった。1921年の終わりには、タルサ市には約3,200人のKKKメンバーが住んでいたと推定されている。
また、奴隷制や人種差別的な法律が改められ、合法的な黒人に対して迫害や暴力が難しくなるにつれ、白人が占めていたの権力を維持するために、黒人に対してリンチ（私刑・集団暴行・殺害）が頻繁に行われていた。特に20世紀初頭に多く、1907年の州設立宣言からタルサ人種虐殺までの13年間で、確認されているだけで31人が私刑により殺され、そのうち黒人が26人を占めた。また、ほとんどが男性であった。タルサ人種虐殺の後の20年間は記録されたリンチは2件に減少した。
このような社会的背景がタルサ人種虐殺につながる要因とされている。タルサ人種虐殺と同時期に起こったエレイン人種虐殺や「赤い夏」として知られる白人による人種虐殺のように、黒人に対する虐殺事件が同時期にアメリカ合衆国中西部や北東部でも起きていた。

## 事件の経緯

### 1921年5月30日月曜日 – 戦没者追悼記念日
1921年5月30日の午後4時ごろ、タルサのメインストリートで雇われていた靴磨きの19歳の黒人青年、ディック・ローランドは近くの建物の最上階にある黒人専用トイレを使うために、エレベーターに乗った。エレベーターには、オペレーターとして働く17歳の白人女性、サラ・ページが乗っていた。近辺に他の黒人用トイレはなく、ローランドがトイレを使うにはページの働くエレベーターに乗るほかなったため、ローランドとページは少なくとも顔見知りであったと思われる。実際にエレベーターの中で何が起こったのかは分からないが、ページが大きな声を出し、ローランドは急いで建物を去った。
建物の1階にある服屋で働く白人店員は、女性の叫び声のような声を聞き、その後に急いで建物を出る若い黒人男性を見た。のちに店員はエレベーターに行くと、ページの気が動転しているように見えたと語った。店員は警察に通報し、女性が黒人男性に襲われたと伝えた:37–102。
2001年に公開された、オクラホマ州の再調査報告書では、ローランドはつまずいて、ページの腕に掴まった可能性が高いとした:57。もしくは、口喧嘩になっていた可能性も示唆した:37–102。
ディック・ローランドとサラ・ページが知り合いであったか、もしくはどれほどの関係性であったかは長年の推論の的であった。ローランドはトイレに行くために頻繁にページの働くエレベーターを使っていたことから、少なくとも、お互いが顔見知りであったというのは筋の通った説である。他に、2人は恋人だったのではないかと推測する人もいる。それは、[人種間の結婚が禁じられていた当時]とても危険な、死を意味する可能性もあるタブーであったが、ありえなくはなかった。2人が知り合いであったかどうかは定かではないが、1921年5月30日の月曜日にディック・ローランドとサラ・ページがともにダウンタウンにいたことは確かである。しかしこれも謎に包まれている。その日は戦没者追悼記念日で、タルサのほとんどの店舗や会社は営業していなかったのだ。それなのに、ローランドとページは2人とも働いていたとされる。

#### 警察による調査
警察はページに聞き取りをしたと思われるが、現在に至るまでその調書は発見されていない。一般的に認められた説では、2人の若者の間に起こったことは性的暴行ではないと警察は結論づけたと思われる。またページは警察に被害届は出さない旨を伝えた:82。警察はローランドの捜索を大掛かりには行わず、比較的小規模な捜査を始めた。
事態の深刻さに気づき、ローランドはグリーンウッド地区に住む母の家へ逃げた:37–102。エレベーターで暴行が行われたかどうかに関わらず、ローランドには警察から逃げる理由があった。当時、黒人男性にとってそのような疑惑は、事実に関係なく白人たちのリンチにより殺されるのに十分な理由であった。

### 1921年5月31日火曜日

#### 容疑者逮捕

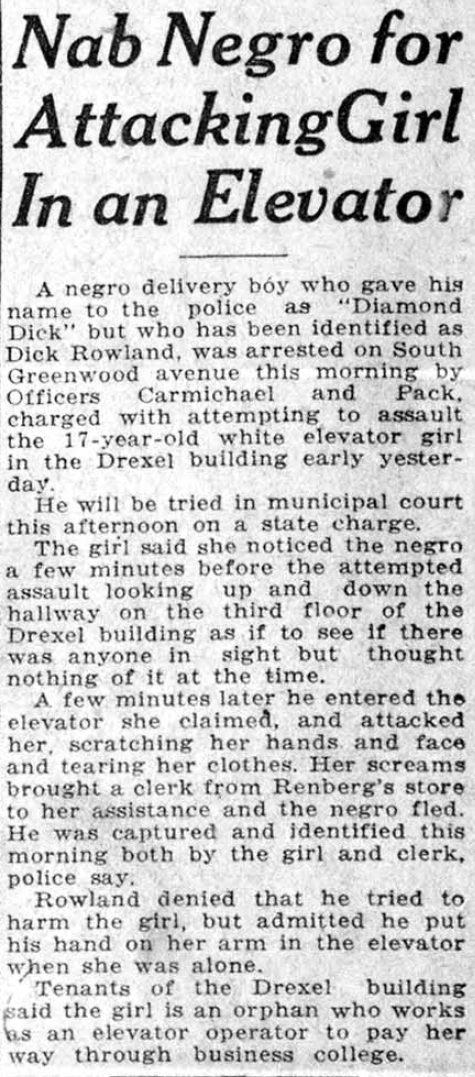
タルサの人種虐殺の扇動となった新聞記事のうちの1つ。見出しは「エレベーターの少女を襲ったニグロを逮捕」と題されている。

翌朝、ローランドは2人の警察官にグリーンウッドで逮捕される。初めはタルサ市拘置所に勾留されたが、警察署長あてに、ローランドに対する殺害予告が匿名で届く。それを受けてローランドは、裁判所の上階にある、より厳重な拘置施設への移動が命じられた。
裁判所で働く弁護士や法専門家の多くは、ローランドのことを靴磨きとして知っていたという。複数の弁護士がローランドのことを擁護し合う会話を聞いたという証言もある。ある弁護士は、「なぜだ？私はあの男の子のことを割と長いこと知っている。そんなことをできるような子ではない」と語ったという。

#### 新聞報道による扇動
タルサの地元紙のうちの白人が経営する1つが、31日の午後にローランドの逮捕を報じた。複数の証言によると、その夕刊に含まれていた社説が、「今夜ニグロをリンチ」との見出しでローランドをリンチすることを示唆していたという。この新聞は当時から、過大な表現をすることで知られていた。事件を報じた当時の新聞はすべて処分され、現存するものは存在しない。また現存するマイクロフィルムも関連したページが何者かによって破壊されており、真相は不確かである。1997年のタルサ人種暴動調査委員会は、社説を記載した現存する新聞に報奨金を出したが、結局見つかることはなかった。他の新聞社がこの社説について述べた記述も発見されなかった。社説の中の論説、また、そもそもそのような社説が存在するのか自体、賛否両論ある:55–59:47-48。

#### 裁判所前での対峙
午後3時ごろに発刊された新聞報道は、直ちにローランドのリンチの噂を街に広めた。午後4時には警察や政府に注意が喚起された。日暮れ時の7時34分には、数百人の白人がリンチ暴徒として裁判所前に集まっていた。前年には、白人の殺人容疑者がリンチに遭った事件も起きていたことから、保安官に就任したばかりであったウィラード・M・マッカラーは警戒を強めた。マッカラー保安官は、ライフルとショットガンを持った6人の部下を裁判所の屋上に配備し、ローランドの勾留される上階へと続く裁判所のエレベーターを停止させた。残りの部下には階段の上で、侵入者が来れば撃つように指示を与えた。マッカラー保安官は裁判所の外へ出て、暴徒たちに家に帰るよう説得しようとしたが、聞き入れられず追い返された:37–102。8時20分ごろ、3人の白人男性が裁判所に侵入し、ローランドを受け渡すように要求した。外の群衆はすでに警備を大幅に上回っていたが、保安官は侵入者を追い返した:81。
裁判所から数区画離れたグリーンウッド通りにあるガーリーズ・ホテルでは、黒人コミュニティのメンバーたちが集まり、事態の対策を相談していた。前年、同様に殺人容疑者のリンチ事件が起きたことから、ローランドの身にも危険が及んでいると思われた。ローランドのリンチを阻むことには多くが同意したものの、その戦略では意見が割れた。
第一次世界大戦から帰国した若い退役軍人は銃や銃弾を集め、戦う準備をしたが、より年上で、裕福な男たちは武力による衝突は黒人コミュニティにとって甚大なる被害を生むと考え、反対した。このホテルのオーナーでもあったO.W.ガーリーは、後に大陪審の前で宣誓した上で、若者を説得しようとした時のことを語った。それによるとガーリーは、ローランドのリンチは起こらないと主張し、若者を止めようとした。しかし、若者たちはマッカラー保安官が直接彼らに助けが必要だと伝えた、と言った。
午後9時30分、50から60人の黒人たちが、ライフルやショットガンをもち、ローランドを保護するマッカラー保安官のいる裁判所に向かった。弁護士ジェームズ・ルーサーが後に大陪審に提出した資料で、黒人たちはマッカラー保安官の直接の指示を元に行動していたということを、10人の独立した証人と共に証言した。マッカラー保安官は黒人たちに指示を出した事実を否定した。
私は車に乗っている銃を持った黒人たちをみた。マッカラー保安官に、あの黒人たちは問題を起こすよ、と伝えた。マッカラー保安官は彼らと話をしに行った。彼らは車から出て、縦1列に並んだ。W.G.ダグズが殺されたのはボルダー通りと6番通りの近くだった。彼のように権力を持つ人なら、黒人たちを止めて、武装を解除するものだと思っていた。私は警察署長が裁判所の南側の階段の上で話しているのを見た。所長の他に警察官は見なかった。私は歩いて裁判所に入り、マッカラー保安官と彼のドアから15フィートほどの所で会った。彼に、この黒人たちは問題を起こすよと伝えたら彼は、家に帰るように指示したと言った。彼は外に出て、白人たちに家に帰るように伝えた。すると白人たちは、「あいつらはあなたがここに呼んだと言っている」と言った。マッカラー保安官は、「私は呼んでいない」と言うと、黒人たちはそう言ったじゃないか、と言った。—弁護士ジェームズ・ルーサーの証言 (1921年)

#### 白人群衆の武装
グリーンウッド通りでは、黒人たちの間でローランドの安全を心配する声が高まっていた。2,000人の白人のいる裁判所前へ、一部の黒人たちは車に乗り、偵察と牽制のために向かった:37–102。多くの白人は、これを黒人たちによる反乱だと認識した:37–102。武器を持った黒人が現れた、裁判所前に集まっていた千人ほどの白人たちの一部も銃を取りに家に戻った。他にも、白人たちの一部は6番通りとノーフォーク通りにあるオクラホマ州軍の武器庫へ向かった。すでに注意喚起を受けていた州軍少佐は、州兵に制服を着て直ちに武器庫へ向かうように指示を出していた。州軍少佐は、300から400人の白人たちが武器庫の窓の格子を壊そうとしているのを目撃した。州軍少佐は、武器庫の中には州兵が待機しており、侵入者を撃つ準備ができていると警告した。この警告で暴徒たちは引き返して行った。
裁判所前の白人群衆は2,000人に及び、そのうちの多くが武器を持っていた。目撃者によると、銃声が、おそらく空に向かって、上がり、徐々に頻度を増して聞こえるようになった:37–102。 聖職者や、警察署長などの地元の指導者たちはなんとかして暴徒をなだめようとした:37–102。
グリーンウッドでは、白人たちが裁判所を襲撃しているとの噂が流れていた。午後10時を少し過ぎたころ、75人ほどの黒人たちが、裁判所へ向かうことを決めた。マッカラー保安官に協力する旨を伝えたが、拒否された。目撃証言によると白人男性が黒人男性にピストルを明け渡すように要求し、それを拒否した時に、最初の銃声が聞こえたという。

#### 暴動
最初の銃声は即座に暴徒たちの反応をもたらした。白人たちは黒人に向かって、黒人たちは白人に向かって発砲した。この初めの応酬は数秒で終わったものの、10人の白人と2人の黒人が命を落とした。黒人たちは即座にグリーンウッドに退避した。武装した白人たちは黒人たちを追いかけてグリーンウッドに向かい、その過程で黒人経営の商業施設を破壊し、略奪した。暴徒化した白人たちは事態を理解しない黒人通行人たちに向かって、無差別に発砲した。混乱の中で少なくとも1人の白人男性が白人暴徒の銃弾を受けて死んでいる:37–102。
午後11時ごろ、国家警備隊の州兵たちが武器庫に集まり、暴徒鎮圧の計画を立て始める。いくつかの隊が裁判所や警察署などの公共施設の警備に任命された。アメリカの在郷軍人会も自警団としてパトロールに参加した。そのような武装隊は、主にグリーンウッド周辺の白人居住地区を暴徒から守るために配備された。国家警備隊は外出している多くの黒人たちを拘束した:37–102。近くにある会議場などが大型の収容施設として黒人の拘束に使われた:37–102。
暴徒の中にはタルサに住む著名な白人住人も加わっていた。中でもタルサ市の創始者でKKKのメンバーでもあるW. テート・ブレーディもいた。

### 1921年6月1日水曜日

#### 夜中から夜明け

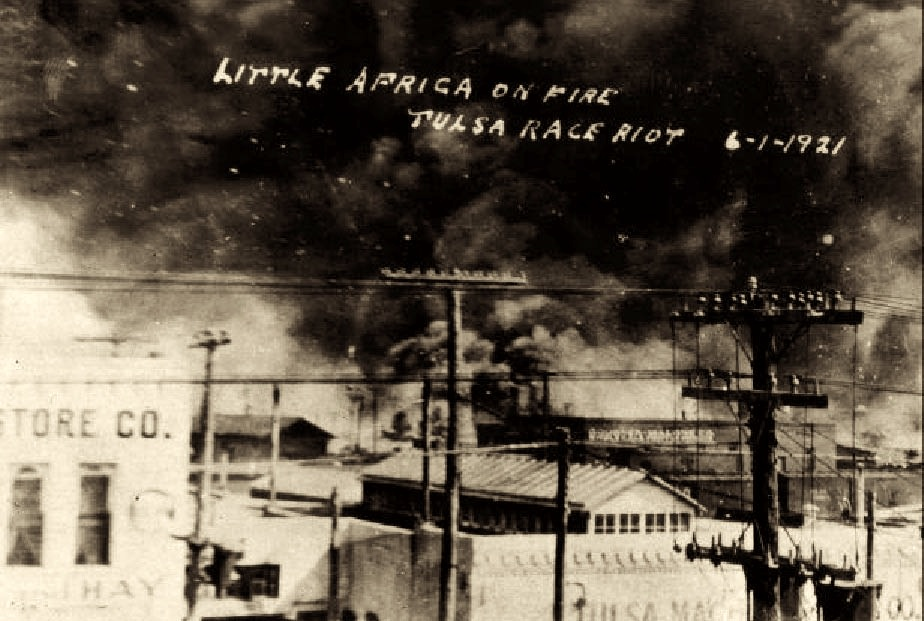
アーチャーとグリーンウッド通りに火の手が上がる。タルサ、1921年

午前1時ごろ、白人暴徒たちはグリーンウッド地区の建物、主に商業施設に火をつけ始めた。タルサ消防署の消防官たちが駆けつけたが、白人暴徒たちが銃を用いて追い返した。午前4時には少なくとも20軒以上の黒人経営の商業施設が放火された。
事態の深刻さはグリーンウッド地区の住民に知れ渡り、多くは地域を守るために武器を持ち、また、多くは命の危険から早朝のうちにタルサから逃げだした。
明け方、午前5時ごろ、武装した白人と黒人が睨み合う形となっていた。その時、列車の汽笛（もしくはサイレン）が鳴った。この音をグリーンウッド地区への総攻撃の合図だと認識する白人もいたという。5人の白人を乗せた車が、先導を切って、黒人地区へ突撃したが、反撃に遭って死んだ。しかし、白人暴徒の群衆は次第に黒人地区に突入し、黒人住民を無差別に銃殺した。白人群衆は2つのグループに分かれ、住居や店舗に侵入し、見つけた黒人を道に出し、中の金品を略奪した。道に出された黒人たちは、収容施設へと連行された。

#### 空からの襲撃
白人によるグリーンウッド襲撃は空からも行われた。武装した白人が、飛行機からライフル銃や焼夷弾で建物、またそこから逃げる家族を攻撃している姿を、多くの目撃者がのちに証言している。警察は後に、自家用機は「黒人の反乱」からの防御と、偵察のためのものだったと主張した。
タルサ人種虐殺委員会のまとめた目撃者の証言によると、6月1日には少なくとも12機かそれ以上の数の飛行機が、黒人居住区を旋回し、テレビン油を吸わせた球に火を付けたものを、オフィスやホテル、ガソリンスタンドなどに投下したと言う。また、老若男女にかかわらず、逃げる住人をライフルで射撃したと結論づけられた。飛行機から爆薬が使用されたとの証言もあるものの、写真資料などでは爆発による建物の被害が見られないことなどから、爆薬が使用された確固たる証拠はないという意見が多い:107。しかし、中には爆発物、特にニトログリセリンが使用されたと主張する者もいる:prologue, viii。

##### 新たな目撃証言
2015年、スミソニアン博物館の国立アフリカ系アメリカ人歴史文化博物館が新たに発見した文書に、当時の出来事に関する新たな記述が見られた。10ページの文書はオクラホマ州弁護士バック・コルバート・フランクリンがタルサ人種虐殺から10年経った後にタイプライターで記述したものだった。
熱風を伴う燃え盛る炎は、枝分かれした舌先で空を舐めた。空へ上る濃厚な黒煙の塊の間を、すでに12機かそれ以上の飛行機が音を立て、あちらこちらと鳥のような俊敏さで飛んでいた。

旋回する飛行機：それらは徐々に増え、音を立て、降下し、矢の様に飛び回った。私の働くオフィスでも、まるで雹（ひょう）が降る様な音が聞こえた。東アーチャー通りを下ったところにある、ミッドウェイホテルが屋根から燃えているのが見え、そしたらもう1軒、そしてもう1軒、そしてもう1軒、建物が屋根から火をあげた。
道路脇の歩道は燃え盛るテレビン油を吸わせた球で覆われていた。私はそれが何処から来たのかもちろん知っていた。そしてすべての建物がなぜ屋根から燃えているのかも、嫌ほど理解していた。

私は逃げるための好機を待った。「6つほどもある私たちの素晴らしい消防署は一体全体どこに行ったのだろう？」私は自分に問いかけた「市は暴徒と共謀しているのではないか？」—オクラホマ州弁護士バック・コルバート・フランクリン　（1931年）
また、フランクリンは複数のマシンガンが夜に使われていたのを目撃したといい、何千もの銃声が四方八方から同時に聞こえてきたという:4。

#### 他の白人たち
次第に暴動はタルサの他の地域にも広がり始め、白人地域にも向かった。中でも、黒人料理人や黒人使用人を雇う中流階級の白人家族の家にも白人暴徒たちが押しかけた。暴徒たちは、家にいる黒人たちを収容所に連れて行くため、引き渡すことを要求した。多くの白人家族は要求に従ったが、拒否した家族はヴァンダリズムにあった。

#### 国家警備隊の到着

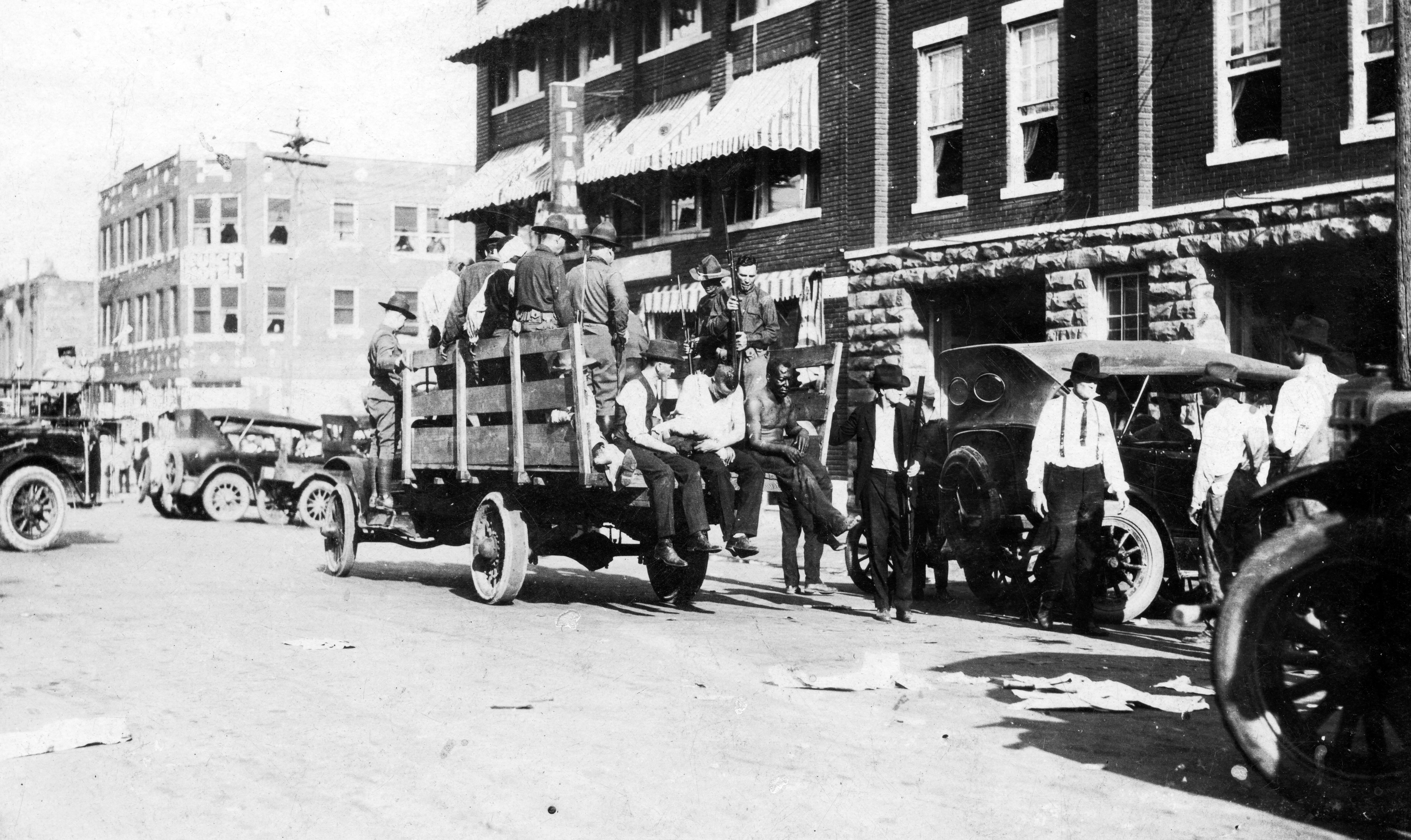
負傷者を収容所へ連行する国家警備隊

9時15分に、オクラホマ国家警備隊の総務局長チャールズ・バレットと109の小隊が、特別列車でオクラホマシティから到着した。州知事の要請で来たが、地元の市長や保安官、警察署長などの許可が必要だとして、即座に対応はできなかった。とりあえず、警備隊は朝食をとり、バレット総務局長は他の近隣都市からの救援を要請した。
この時点で、千人を超える黒人住民達はすでにタルサから逃げ出していた。また、4,000人ほどが収容所に連行され、拘束されていた。
バレット総務局長は11時49分に戒厳令を敷き、12時ごろには事態は収まり始めていた。戒厳令の下、収容されている人を含め、外出者は身分証明書の携帯が義務付けられた:123–132。最終的には、6,000人に上る黒人が、タルサ周辺の会議場や広場など、主に3か所に収容され、拘束は数日間続いた:83, 177。
1921年に国家警備隊員によって書かれた手紙には、暴動収束活動の内容として、次のようなことが書かれていた。
- 30から40人の黒人を拘束
- マシンガンをトラックに乗せ、パトロール
- 黒人スナイパーからの射撃を受け、反撃
- 白人男性たちから射撃される
- 拘束した者を警察に受け渡す
- 再び黒人たちから射撃され、2人が軽い傷を負う
- 黒人たちと武器の捜索
- 170人の黒人たちを連行するために指示を出す
- さらに150人の黒人たちを会議場に連行する

戒厳令は1921年6月4日に解除された。

## 終息後

### 死者の数

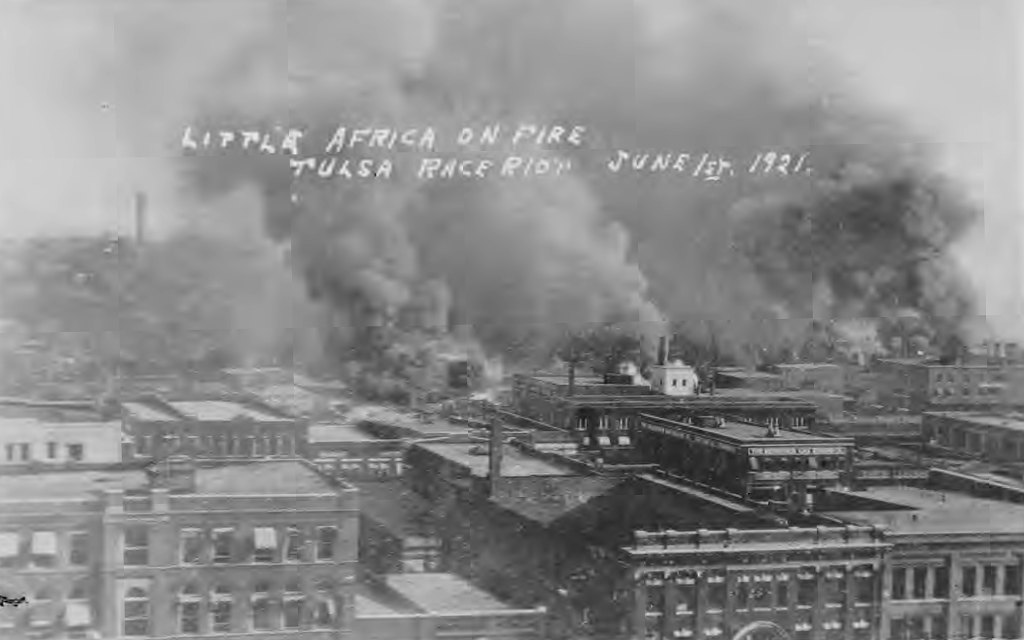
燃えるリトル・アフリカ。タルサ人種暴動、1921年6月1日ホテル・タルサの屋上から撮られたといわれる写真。

暴動は全国の新聞に報じられ、死者の数は報道機関によって大きく違っていた。死者を33人とする報道から、176人とする報道もあった。また、警察署長が知事に75人の死者と報告した、という報道や、175人と報告したという報道も出た。2001年にタルサ人種虐殺調査委員会は39人の死者の記録が確認され、13人が白人で、26人が黒人であったと報じた:114。記録されてない死者が多いとした上で、75から100人:23、または100から300人の死者がいたであろうと報告した:13。なお、13人の白人死者は全員病院に搬送されていたが、黒人は記録された26人のうち、搬送されたのは8人だった:117。
全米黒人地位向上協会のウォルター・フランシス・ ホワイトは直後にニューヨークからタルサへ向かい、約50人の白人死者と、150人の黒人死者が出たと推定した。また、ホワイトによると、タルサの救世軍の少佐が37人の黒人が120人の遺体を埋める墓を掘るために雇われたと言ったという。これにより、タルサのどこかに集団墓地が存在すると言われ、地中レーダー探査が行われている:131。

### 物的被害

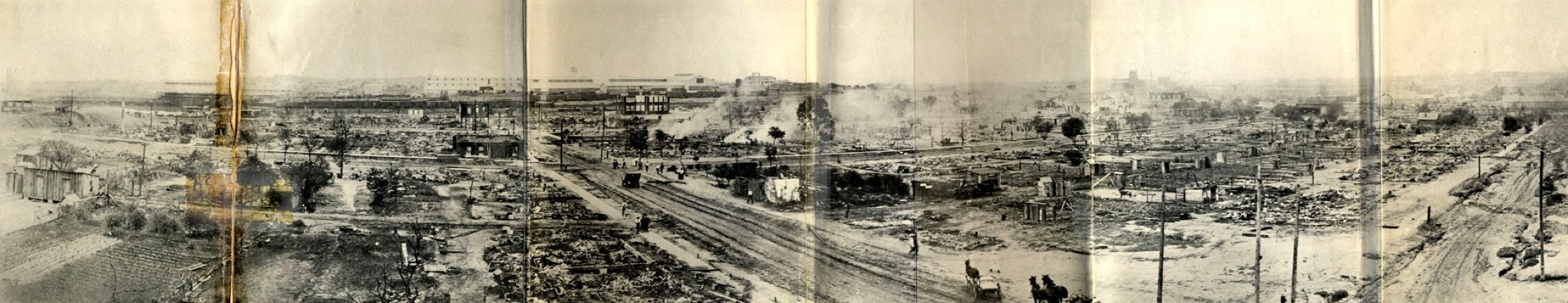
ブッカー・T・ワシントン高校の南東から撮られた暴動直後のパノラマ写真。写真の中央を横切る写真がグリーンウッド通りである。

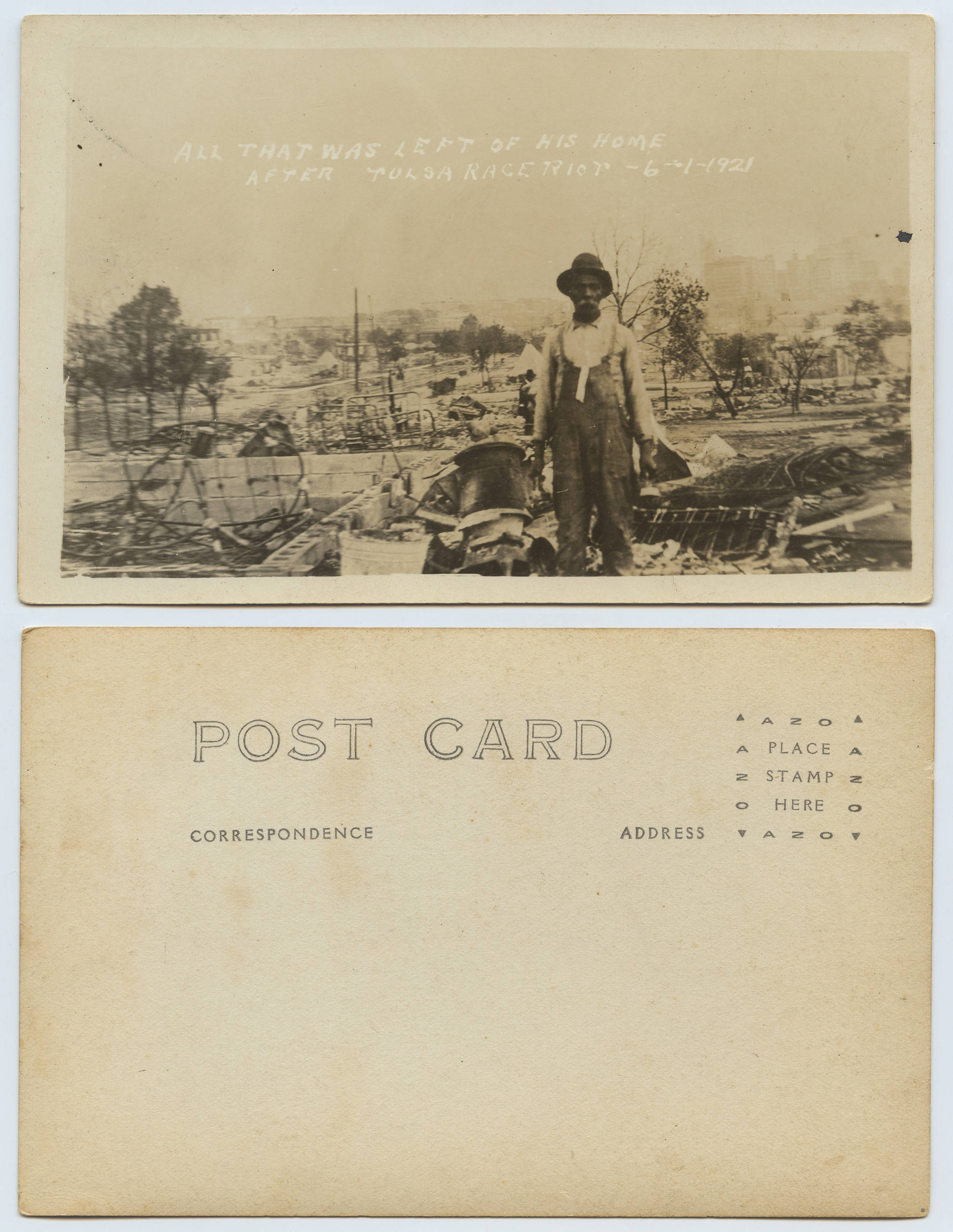
「彼の家の残された残骸」写真、1921年6月1日

グリーンウッドの商業地区は特に大きなダメージを受け、191の商業施設、中学校、複数の教会と地域唯一の病院が白人暴徒に破壊された。アメリカ赤十字社によると、1,256軒の住居が焼失し、215件は放火されなかったが略奪にあった。タルサの不動産会社によると、被害総額は不動産で150万ドル、個人資産では75万ドルとなった。これは2019年における約3200万ドル相当、日本円にすると35億円相当となる:189。
アメリカ赤十字社の推定では1万人が家を失い、そのほとんどが黒人だった。それから1年の間に、180万ドルの暴動に関連した手当がタルサ市に対して申請されたが、そのほとんどが拒否された。

### 公共治安委員会
1921年6月6日には、250人の白人から成り立つ公共治安委員会（英: Public Safety Committee）が立ち上げられた。彼らは、街を守ることを使命と誓い、さらなる暴動は鎮圧するとした。制止に応じなかった白人男性が同日射殺された。

### 事後調査と裁判
事件当時の州知事ジェームズ・B.A.・ロバートソンは事件鎮圧の確認のためにタルサに向かった。オクラホマシティに帰還する前には、事件を調査するよう命じた。裁判官は6月8日には調査が開始されると報告した。6月9日には大陪審の陪審員が選任された。裁判官は、事件の規模の大きさからオクラホマ州司法長官が多くの黒人と白人を含む証人を喚問すると考えた。
州司法長官S.P.・フリーリングは調査を開始し、12日間に渡って証人が証言した。最終的に、すべて白人によって構成された大陪審は、警察らが暴動の鎮圧をしなかった過失を示唆したものの、暴動の首謀者は黒人暴徒であると結論付けた。計27件のケースが裁判にかけられ、85人が起訴されたが、殺人、傷害、物的損傷などで有罪判決は1件も出なかった:94–96。

### 1921 大陪審の調査

#### 警察汚職の疑惑
2016年にタルサ市警察署長チャック・ジョーダンは1921年の警察の行いについて、「あの時、警察はやるべき仕事をしなかったんだ、ただしなかった」と語った。1922年にタルサに住む黒人市民であるパリッシュは、当時オクラホマ州が無法地帯であったことを要因の1つとしてあげ、「もし政治と犯罪に共通の利益が存在していなかったら、この憤激の事態のきっかけとなった小さな火花はすぐに消されていた」と語った:87。オクラホマ州の著名な歴史学者であり、弁護士でもあるクラークは博士論文で、当時のオクラホマの「無法さ」が第二次クー・クラックス・クランの台頭を招いたとした。

#### ジョン・A・グスタフソン
事件後、当時の警察署長ジョン・A・グスタフソンの汚職の疑いが調査がされた。公式な調査は1921年6月6日に開始され、のちに複数の罪状で起訴された。そこには、禁酒法、売春防止法、銃所持法などの違反の黙認、盗難車の販売業への加担、車泥棒の逃走の黙認、盗難車の使用や転売、タルサ市に捜査費用を請求するための架空探偵業者の運営、そしてタルサの暴動の鎮圧をせずに傍観していたことなどが含まれた。
オクラホマ州司法長官は、複数の手紙で、警察官が司法と共謀し、汚職事件に関わる大陪審の証人を脅迫したという告発を受けた。複数の手紙で、州司法長官が大陪審の際に同席することを求めた。州司法長官のアシスタントは、対応するには予算が限られているので、タルサの市民はより良い警察官や署長を選任すべきだと返信を出した。
グスタフソンはタルサ警察署で働く以前から、長期にわたり汚職や詐欺に関わってたと結論づけられた。グスタフソンが働いていた探偵社のパートナーも脅迫の容疑で有罪判決を受けた。グスタフソンの架空探偵社は高額な請求書をタルサ市警察に要求していた。調査では、探偵社から多くの脅迫状が市民に向けて送られていた。その非情さを特筆する事例として、11歳の少女が父親に何度も性的虐待、強姦にあい、結果妊娠した事件の調査後、起訴する代わりに脅迫状（ブラックハンド）を送りつけ、もみ消した:2–3。

### 沈黙
タルサの人種虐殺で行われた暴力や破壊について、有罪判決は1件も出なかった。その後、数十年にわたり、人々はこの事件について沈黙をした。この事件は、地方、州、国の歴史から省かれ、歴史本や授業で教えられることはほとんどなかった。また、個人の間でも語られることはほとんどなく、20世紀半ばに育った人は白人も黒人も含めて、事件のことを知る人はほとんどいなかった。黒人経営の地元紙、タルサ・トリビューン紙の「15年前の今日」と「25年前の今日」のコーナーでも人種虐殺は紹介されなかった:26。2017年にタルサ消防署が発行した、1897年からの消防署の歴史にも1921年の火事は記載されなかった。
中には事件を記録しようと文書や写真を集め、死者や負傷者の名前を記録しようとする人もいた。メリー・E・ジョーンズ・パリッシュはニューヨーク州出身の若い教師でジャーナリストだった。彼女自身も、タルサの人種虐殺の生存者であり、暴動についての記事を書くよう依頼され、証言や写真を集め、被害の一部を記録した。翌年発行された本はこの事件を記した最初の本だった。
タルサ人種虐殺を初めて記した学術文献は、1946年に発表された第二次世界大戦退役軍人ローレン・L・ギルによる修士論文であったが、タルサ大学外には公開されなかった:28–29。
1971年、少数の生存者が集まり、追悼式をマウント・ザイオン・バプテスト教会で行った:29。
1971年、タルサ商工会は暴動の追悼を行うことを決定したが、暴動の詳細を記した記述や、証言、写真を調査した結果、これら資料の発表を拒否した。商工会に調査を頼まれた歴史ラジオ・パーソナリティのエド・ウィーラーは文書や写真をタルサの地元紙2社に持ち込んだが、いずれも報道することを拒否した。彼が集めた証拠は、最終的に、黒人読者向けの新しい雑誌、インパクト・マガジンで発表されたが、タルサに住む白人たちの多くは事件について知らないままだった:29–30。
1970年度前半、グリーンウッドにある高校の歴史教師、モジラ・フランクリンが初めてタルサにおけるアフリカ系アメリカ人の歴史の展示を行った。また、彼女とヘンリー・ウィットローはタルサ歴史ソサエティを初めて黒人と白人がともに所属できるようにし、記録されていた虐殺についての資料を一般公開した:21–36。虐殺の歴史を調べる中で、ジョーンズは、ルース・アヴェリーという白人と協力し、彼女もまた、事件の記録を発表しようと試みていた。2人の女性の活動は、沈黙を守るべきだとする多くの白人から批判された:30–31。

## タルサ人種虐殺調査委員会
1996年、虐殺から75年の節目が近づき、タルサ人種虐殺を歴史的な知見から検証するための委員会が州の許可のもと立ち上げられた。この委員会の設立は、民主党、共和党双方から喜んで受け入れられた 。当初はタルサ人種暴動調査委員会という名称だったが、2018年には正式にタルサ人種虐殺調査委員会と改名された。
委員会は非破壊的な地中探査によって、タルサ近辺に3か所の集団墓地の可能性がある場所を確認した。地中レーダー探査による集団墓地の探索は引き続いている。
委員会の最終報告書は2001年2月21日に公開された。その中で、黒人住民に対しての賠償を勧め、重要度の高いものから以下をあげた。

1. 1921年タルサ人種虐殺の生存者に対する賠償金の支払い
2. タルサ人種虐殺の生存者の子孫に対する賠償金の支払い
3. タルサ人種虐殺に影響を受けたグループに属す学生に対する奨学金の提供
4. 歴史的なグリーンウッド地域に経済特区の制定
5. タルサ人種虐殺の被害者の亡き骸の改葬のための式典:37–102

## 調査委員会報告後の動向

### 2001年
2001年、タルサ市長キャシー・テイラーは、「良心の祝福」のためのイベントを行い、生存者に対して正式に謝罪した。連絡が取れた118人の生存者には勲章を与えた。2001年当時最も若い生存者は85歳であった。2001年6月、オクラホマ州議会は1921年タルサ人種暴動融和法を可決し、州知事フランク・キーティングが署名した。この法により、虐殺が起きた事実は公式に認められたが、被害者や被害者の子孫に十分な賠償を行うには至らなかった。州議会は、タルサ人種虐殺調査委員会の提言に反対し、法案に賠償金を支払うことは含まれなかった。具体的な対応として、以下の3つが含まれた。
- グリーンウッド住民を対象とした、300件以上の奨学金の制定
- 暴動で死亡した人のためのメモリアルの設置。タルサ出身の著名な黒人歴史学者の名を冠した、ジョン・ホープ・フランクリン（英語版）・レコンシリエーション・パークをの制定（2010年10月27日に制定）[56]

- グリーンウッド地区での経済開発[57]

### 2003年タルサ市およびオクラホマ州に対する訴訟
2003年2月、5人の生存者と著名な弁護士を含む弁護団が、2001年の報告書の内容をもとにタルサ市とオクラホマ州を相手とした訴訟を起こした (Alexander, et al. v. Oklahoma, et al.) 。ハーバード・ロー・スクール教授でもあるチャールズ・オグレトリー弁護士は、州と市は、報告書にある通りの賠償義務を遵守するべきだと主張した。訴訟は80年前の虐殺事件は出訴期限が過ぎているとし、棄却された。州法において、人権関連の事件は、発生から2年以内に告訴されるべきだとしている。事件や訴訟の内容について、裁判所では審議されなかった。また、最高裁判所は上訴を退けた。
2007年4月、オグレトリー弁護士はオクラホマ州とタルサ市の虐殺への関わりと長年にわたる事件の隠蔽責任を元に、アメリカ合衆国議会に本件における出訴期限の延長を要請した。法案はミシガン州下院議員ジョン・コニャーズが提出し、アメリカ合衆国下院司法委員会で審議されたが、否決された。コニャーズは2009年と2012年に類似法案を提出したが、いずれも下院司法委員会で否決された。

### 2010年ジョン・ホープ・フランクリン・レコンシリエーション・パーク
2010年、虐殺の被害者を弔うメモリアルとして、グリーンウッド地区に設置された。タルサで生まれ育ち、アメリカ南部の歴史で著名となった歴史学者ジョン・ホープ・フランクリンの名を冠することが発表された。公園には、彫刻家 エド・ドワイトによる、敵意、屈辱、希望を象徴する3つの彫刻が設置された。

### 2020年
2020年には、オクラホマ州の義務教育において、タルサ人種虐殺は必須項目として、詳しく教えられることが決められた。
2020年5月29日、虐殺から99周年目の前日にヒューマン・ライツ・ウォッチは「オクラホマ州タルサにおける賠償について」と題した報告書を公開した。報告書では、タルサ北部の高い貧困率や、低い平均寿命など、タルサ人種虐殺の影響が現代まで色濃く残っているとして、生存者やその子孫に賠償をすることを求めた。

### 集団墓地の探索
タルサ人種虐殺調査委員会は、虐殺被害者が埋葬されたと思われる集団墓地を見つけるため、非破壊的な考古学探索を要請した。ニューブロック・パーク、オークローン墓地、ブッカー・T・ワシントン墓地の3か所が集団墓地のある可能性が高い場所として挙げられた。証言などを基にすると、初めの2か所では白人が黒人被害者を埋め、ブッカー・T・ワシントン墓地では黒人が黒人被害者を埋めた可能性が高いとした。また、ブッカー・T・ワシントン墓地は黒人専用墓地で、最も距離が離れていることから、そこに埋められた人は虐殺が収束した後に負傷から死亡した人ではないかと予測された。
1997年と1998年に集団墓地の地下探索が行われた。疑惑の地帯全体を探索は出来なかったものの、初期的な調査では集団墓地の痕跡は見られなかった。1999年には、オークローン墓地で白人が黒人を埋めているのを見たとの目撃証言が見つかり、地下探索レーダーと地質コアサンプリングを用いて調査が行われた。2000年には、集団墓地の痕跡が見つからなかったことが調査委員会に報告されている。被害者の遺体が市内の火葬場で焼却されたという噂もあったが、火葬場の処理能力などからで可能性が低いと結論づけられた。
2018年、虐殺から100周年を目前に、州の考古学者たちが、地中探索レーダーを用いてオークローン墓地の探索を再開したと報じられた。長年の「噂」となっている集団墓地について、G. T. バイナム市長は「殺人事件調査」と呼んだ。さらなる目撃証言をもとに、オクラホマ州の考古学調査は3つの異なる地下探索技術を用いてニューブロック・パーク、オークローン墓地、そしてケーンズと地元で呼ばれるアーカンソー川沿いの地区を探索した。しかし、ニューブロック・パークの探索においては、集団墓地を発見できず、探索を中止すると発表した。
2019年12月17日、法人類学者のチームがオークローン墓地とアーカンソー川沿いの地域に、人の手によって掘り起こされた痕跡を発見したと発表した。発表では、集団墓地の存在を示唆したが、証拠を得るにはさらなる地中探索と、発掘調査が必要だと記した。タルサ市は限定的な発掘調査を行う許可を出し、2020年4月には研究者チームによる探索が行われる予定であったが、世界的なCOVID-19の流行により延期された。

## バイデン大統領の訪問
2021年6月1日、虐殺から100年の節目に、ジョー・バイデンが同地区を訪れ、現職の大統領としては初の訪問を果たした。バイデンは演説の中で、「不法な権利侵害の中には、あまりにも極悪で、あまりにも恐ろしく、あまりにも悲痛なものがあり、そうしたものは人々がどんなに葬り去ろうとしても葬り去れるものではない」、「これは暴動ではなく虐殺だった」と述べた。バイデンはグリーンウッド文化センターを見学し、バイオラ・フレッチャー、ヒューズ・V・エリス、レシー・B・ランドルからなる犠牲者3人と面会した。